# Tectura fenestrata
Tectura fenestrata är en snäckart som först beskrevs av Reeve 1855.  Tectura fenestrata ingår i släktet Tectura och familjen Lottiidae. Inga underarter finns listade i Catalogue of Life.